# Джон Кемпбелл, 1й барон Кемпбелл

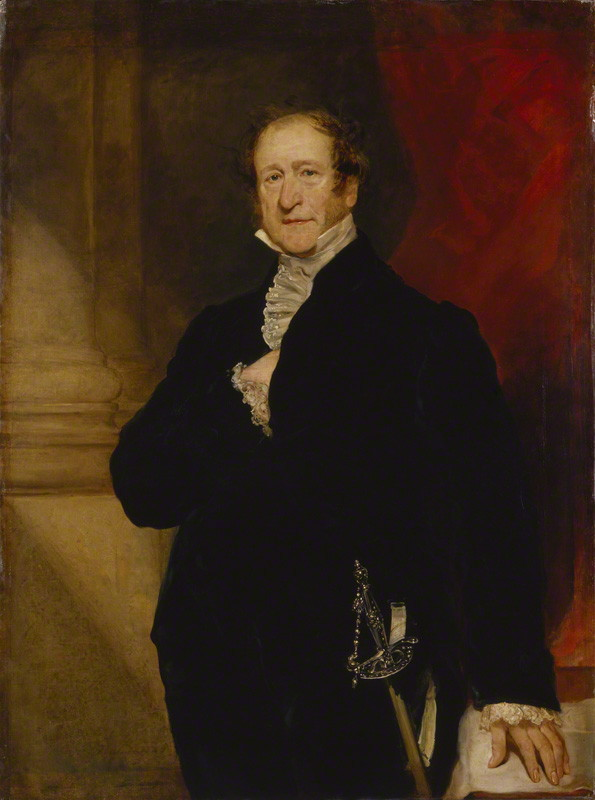
Джон Кемпбелл (1779 — 1861) – І барон Кемпбелл.

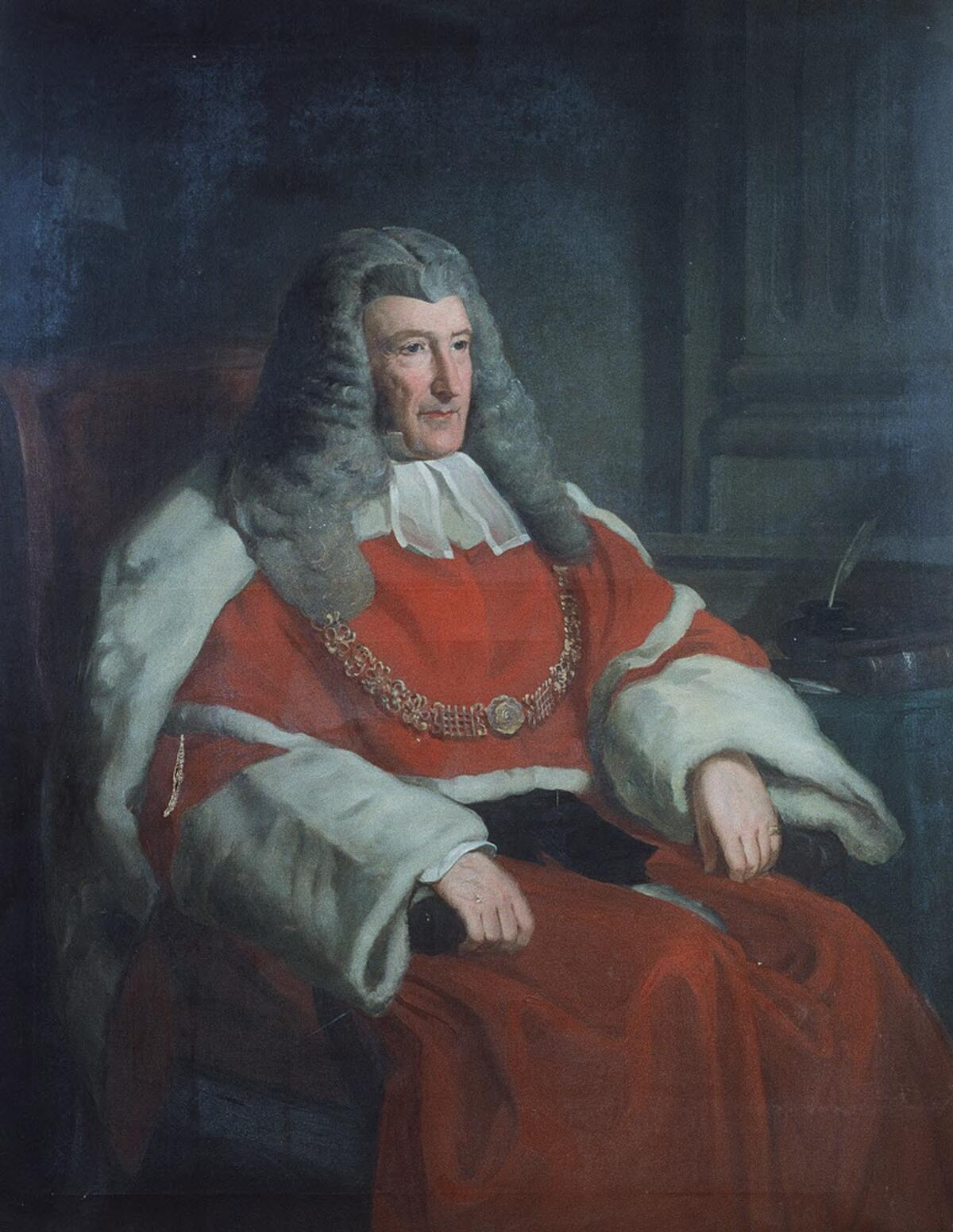
Джон Кемпбелл – лорд юстиції.

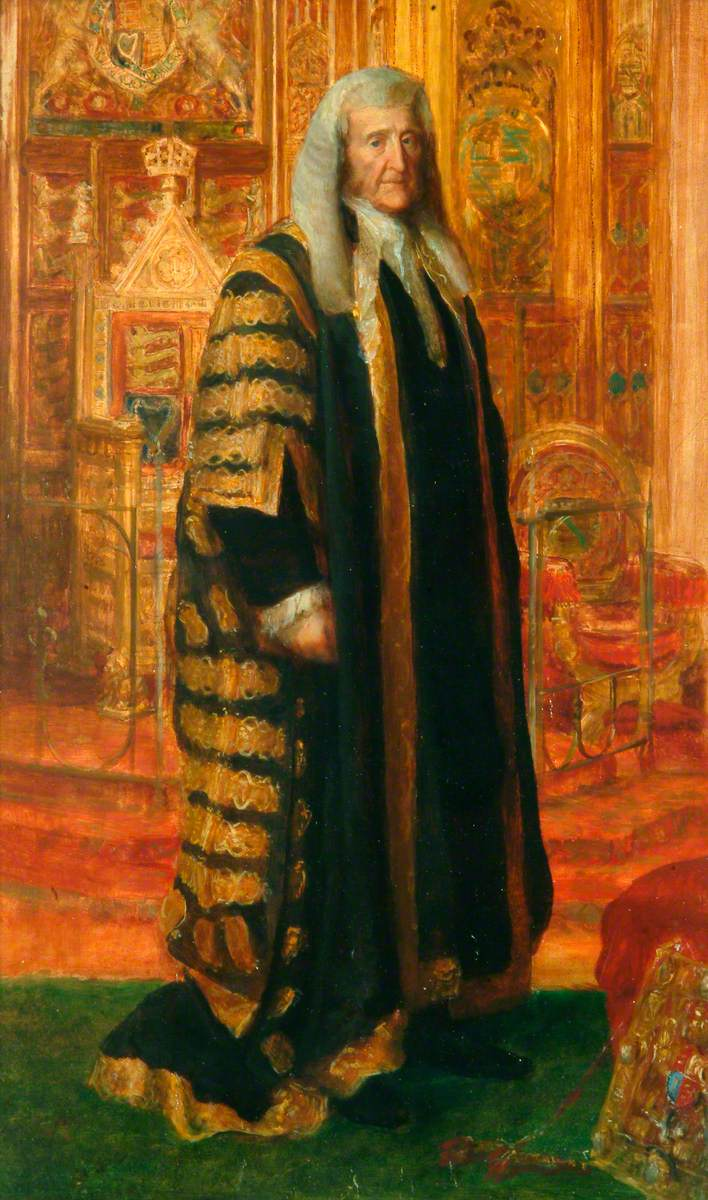
Джон Кемпбелл – лорд-канцлер Ірландії.

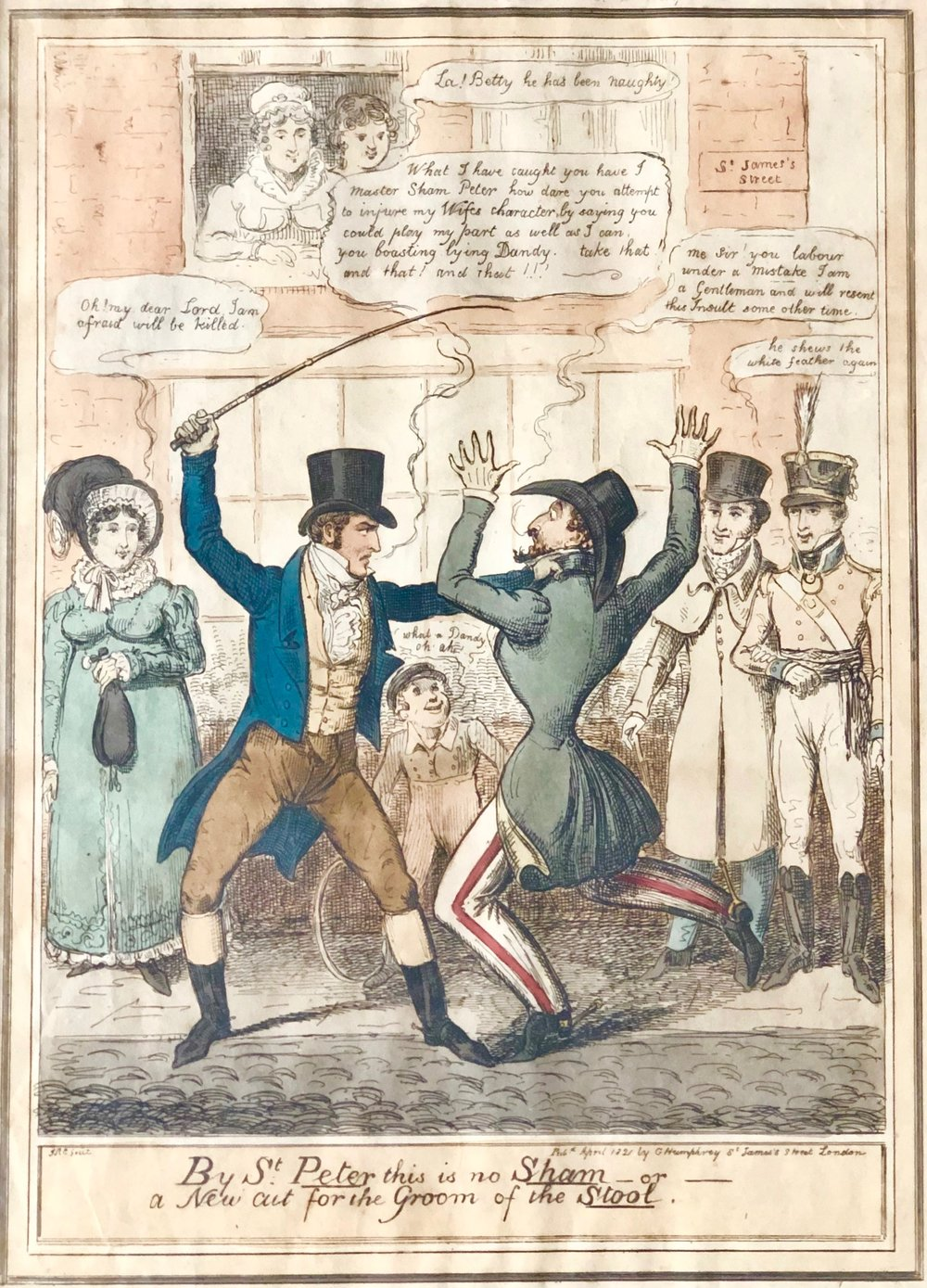
Вебстер-Веддерберн з батогом і віконтом Петершемом, карикатура 1821 року.

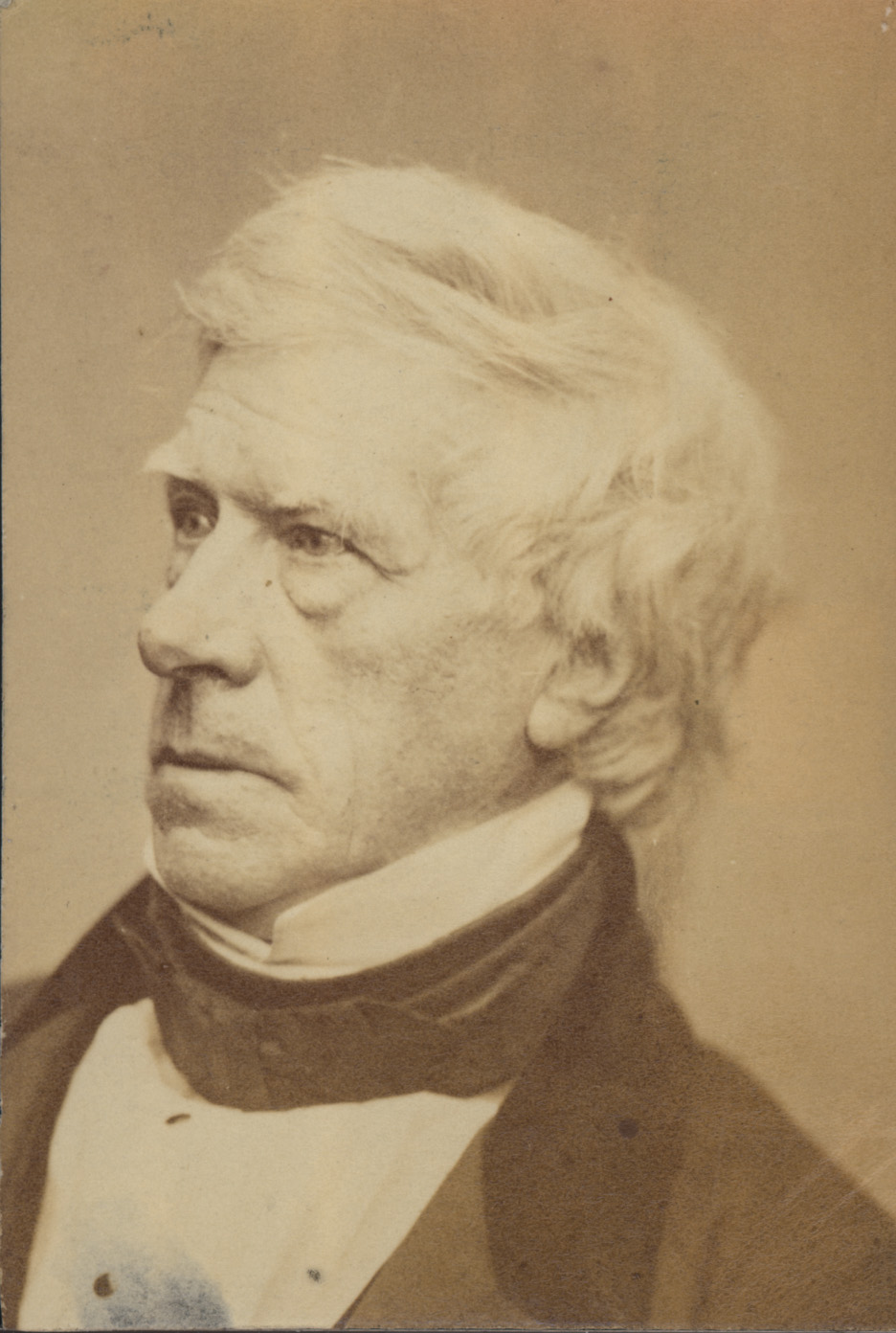
Генрі Пітер Брогем (1778 – 1868) - І барон Брогхем і Во.

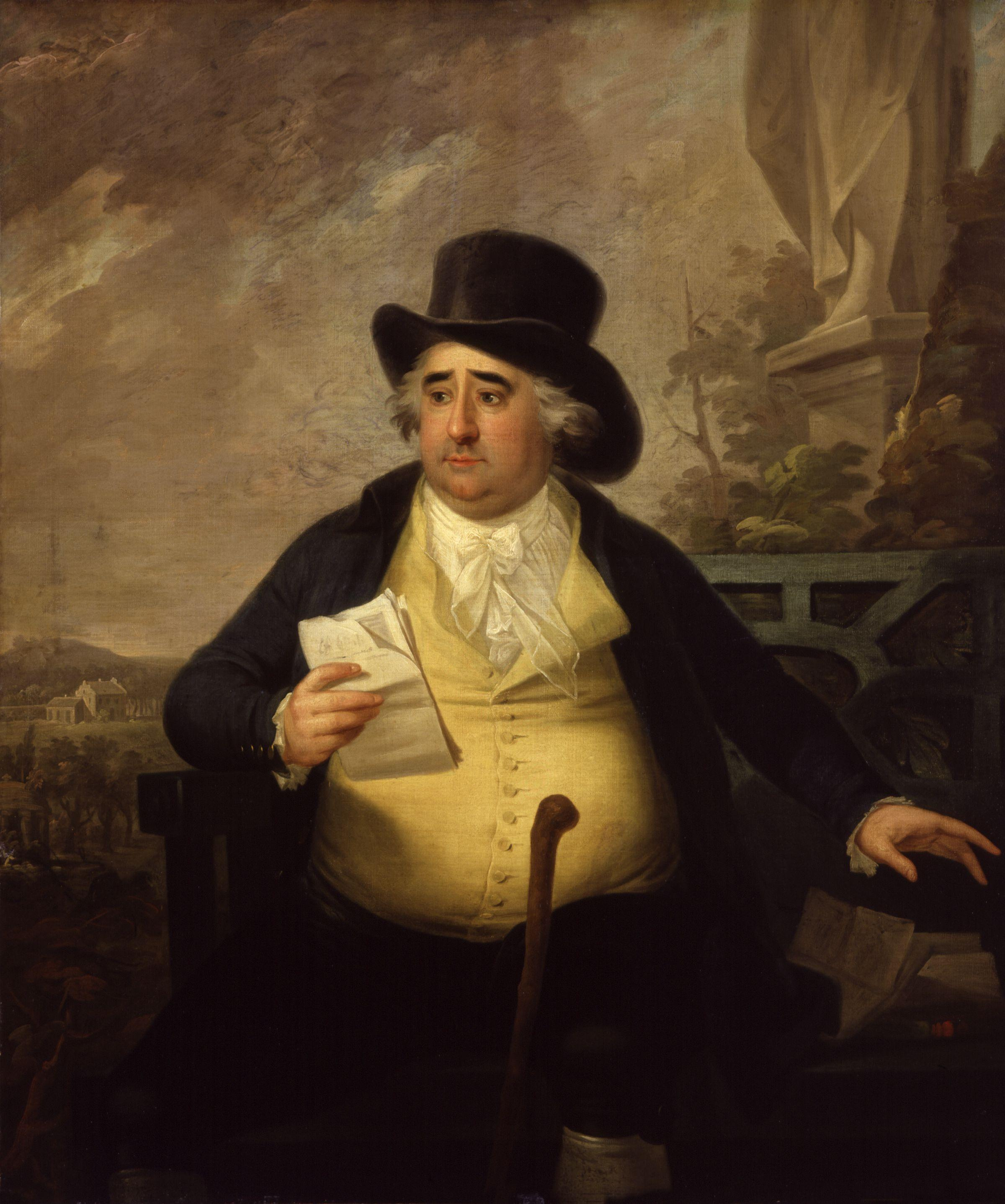
Чарльз Джеймс Фокс (1749 – 1806).

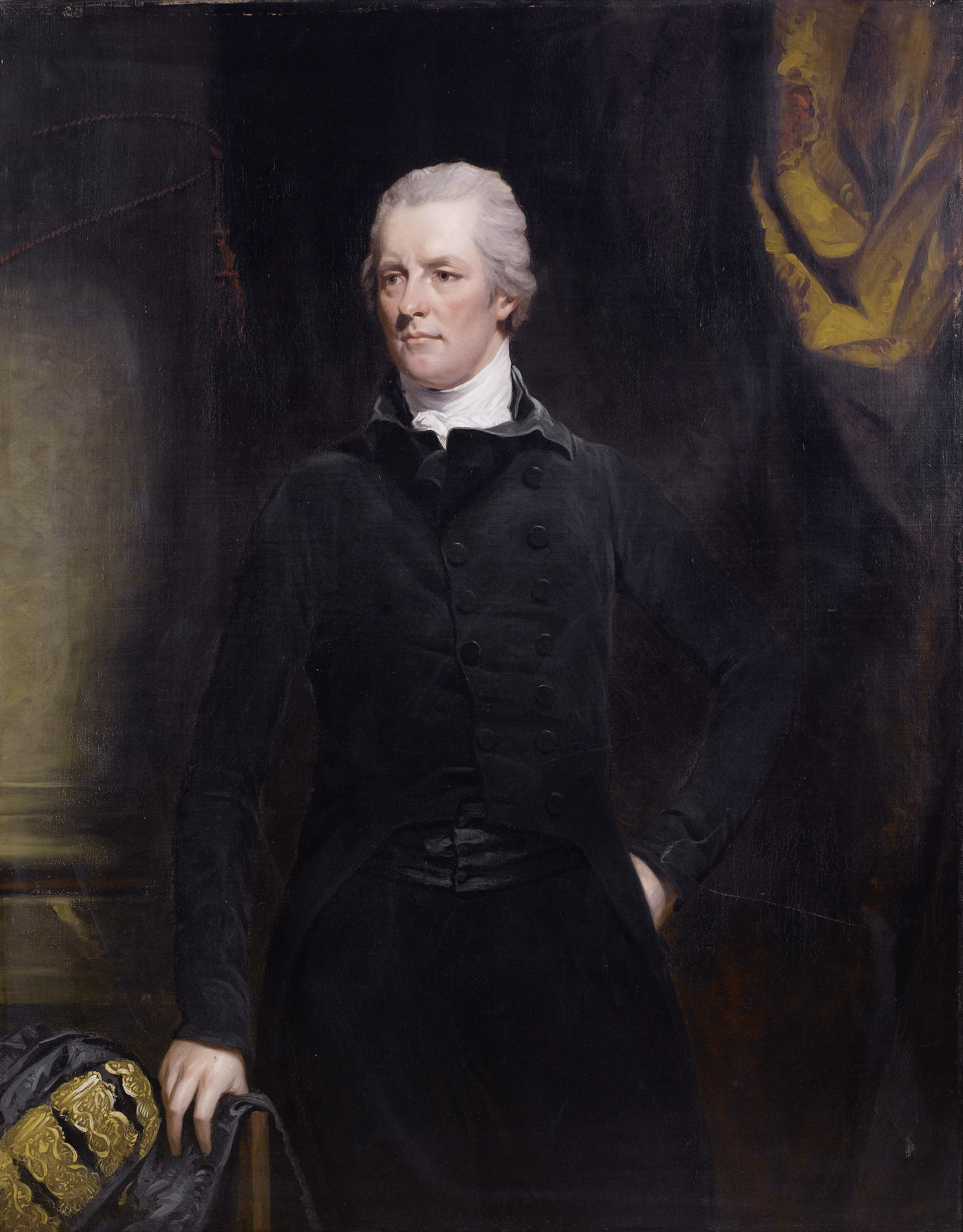
Вільям Пітт молодший (1759 – 1806).

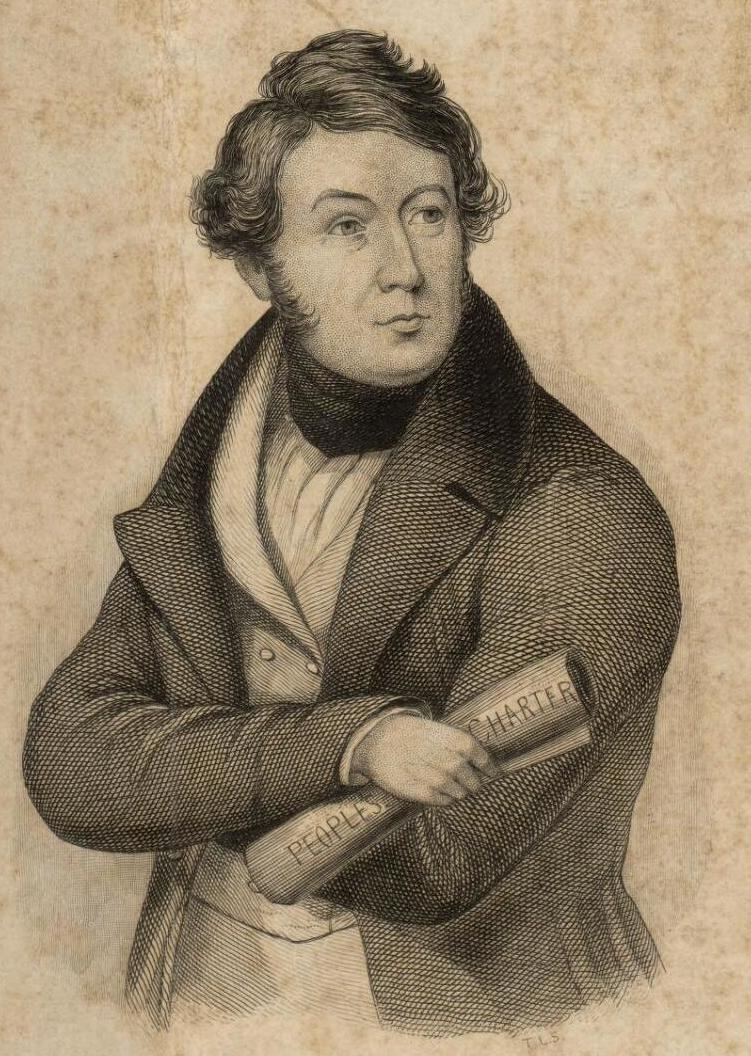
Джон Фрост (1784 – 1877).

Джон Кемпбелл  (англ. - John Campbell) (15 вересня 1779 — 23 червня 1861) – І барон Кемпбелл, відомий британський та ірландський юрист, політик та літератор шотландського походження. Депутат парламенту Об’єднаного Королівства Великої Британії та Ірландії, лорд-канцлер Ірландії. Належав до партії лібералів (вігів). 

## Життєпис

### Походження
Джон Кемпбелл був другим сином преподобного Джорджа Кемпбелла, доктора медицини та його дружини Магдалини Галлібертон. Джон народився в Купарі, Файф, Шотландія, де його батько протягом п’ятдесяти років був парафіяльним священиком. Протягом семи років, з 11 років, Джон Кемпбелл навчався в Об’єднаному коледжі Сент-Ендрюс.

### Ранні роки
Коли йому було 18 років, йому запропонували піти з дому та побачити світ, ставши репетитором Джеймса Веддерберна-Вебстера. Родина Джеймса Веддерберна-Вебстера жила в Клафемі, на південь від Лондона, з літнім будинком у Шенлі, Хартфордшир. Його роботодавцем був Девід Вебстер, лондонський купець із «Торгового дому цукру», що мав родинні зв’язки через баронетів Веддербернів із рабовласницькими плантаціями Ямайки. Живучи в цій заможній родині, молодий Кемпбелл побачив інший світ, і це не справило на нього враження: комерційні розмови та плітки «західно-індійських купців і східно-індійських капітанів» створювали атмосферу «нудотливу» і «нестерпну». Його учню Джеймсу було близько десяти років. Одним із перших завдань Джона Кемпбелла було почати вчити його латині.
Джон Кемпбелл скористався тим, що перебував у Лондоні, щоб відвідати сесію Палати громад парламенту, почувши виступ Вільяма Вілберфорса проти рабства, а потім Чарльза Джеймса Фокса та Вільяма Пітта. Він яскраво описує це у своїх мемуарах через сорок років, підсумовуючи: «Почувши ці дебати, я більше не міг задовольнятися тим, щоб бути Модератором Генеральної Асамблеї Церкви Шотландії». У 1800 році Кемпбелл був зарахований студентом до юридичної школи «Лінкольнс Інн». Після короткої роботи в газеті «Монінг Хронікл» («Ранкові хроніки») він почав працювати адвокатом у 1806 році.

### Кар’єра
Джон Кемпбелл збирав і публікував інформацію про справи суду присяжних. З цих звітів він опублікував чотири томи. Звіти охоплюють справи 1807 – 1816 років. Джон Кемпбелл також присвятив себе кримінальному суду, але не зміг привернути особливої уваги до цих справ працюючи адвокатом. Лише в 1827 році Джон Кемпбелл зайнявся політичною діяльністю. Він безуспішно висував свою кандидатуру в парламент від виборчої округи Стаффорд у 1826 році, але знову повторював спроби в 1830 році та знову в 1831 році. Він виступав як поміркований політик з партії вігів, прихильник зв’язку церкви та держави та проти трирічних парламентів і проти таємного голосування. Його головною метою, як і у лорда Брогама, було покращення закону шляхом скасування громіздких технічних нюансів, а не утвердження нових принципів.
Саме тому його ім’я пов’язують із Законом про скасування штрафів і стягнень 1833 року, із Законом про спадщину 1833 року, із Законом про придане 1833 року, із Законом про обмеження нерухомості 1833 року, із Законом про заповіти 1837 року, із Законом про володіння 1841 року, із Законом про судові рішення 1838 року. Другий закон був викликаний перевагою, яку загальне право надавало віддаленій заставі над братом першого покупця; четвертий закон надав нескасувальний титул на несприятливе володіння протягом двадцяти років (термін скорочено лордом Кернсом у 1875 році до дванадцяти років); п’ятий закон зменшив кількість свідків, яких вимагає закон для засвідчення заповітів, і усунув різницю, яка існувала в цьому відношенні між вільними власниками та орендарями; останній звільняв невинного боржника від ув’язнення лише до винесення остаточного вироку, але принцип, сформульований Кемпбеллом про те, що лише боржники-шахраї повинні бути ув’язнені, був остаточно застосований для Англії та Уельсу в 1869 році.
Можливо, його найважливішим досягненням як депутата парламенту від Стаффорда був захист першого законопроекту про реформи лорда Джона Рассела (1831). У своїй промові, заснованій на декларації Чарльза Джеймса Фокса, він підтримав як положення про надання виборчих прав, так і положення про позбавлення виборчих прав. Наступного року (1832) Джон Кемпбелл отримав посаду генерального соліситора, отримав титул лицаря і був обраний депутатом від Дадлі. Округа Дадлі отримала виборчі права відповідно до Закону про реформи 1832 року, і тому Джон Кемпбелл став першим депутатом, що представляв це місто в сучасній історії. Однак його призначення на посаду генерального прокурора в 1834 році призвело до додаткових виборів, які він програв Томасу Гоксу. Однак Джон Кемпбелл швидко повернувся до парламенту, оскільки його обрав Единбург у 1835 році, місто яке він представляв до свого підвищення в 1841 році. Одним із перших його дій на посаді генерального прокурора було притягнення до відповідальності книгопродавця на ім’я Генрі Гетерінгтон за звинуваченням в блюзнірському наклепі. У цьому випадку Кемпбелл висловив думку, що мораль залежить від божественного одкровення: «… переважна більшість населення вважає, що мораль повністю залежить від одкровення; і якби серед них міг виникнути сумнів, що десять заповідей були дані Богом на горі Синай, чоловіки вважали б, що вони мають право красти, а жінки вважали б себе звільненими від обмежень цнотливості…» 
У 1840 році Джон Кемпбелл розпочав судове переслідування проти Джона Фроста, одного з трьох чартистських лідерів, які вчинили заколот у місті Ньюпорт, і всі вони були визнані винними у державній зраді. Наступного року, коли адміністрація Мельбурна наближалася до завершення повноважень, Планкетт, лорд-канцлер Ірландії, був змушений піти у відставку, і його змінив Джон Кемпбелл, що отримав титул барона Кемпбелла з Сент-Ендрюса, що в графстві Файф. Постом лорд-канцлера Джон Кемпбелл володів лише шістнадцять днів, а потім поступився його своєму наступнику серу Едварду Сагдену. Саме в період 1841 – 1849 років, коли він не мав жодного законного обов’язку, окрім самовільного періодичного заслуховування шотландських апеляцій у Палаті лордів, лорд Кемпбелл звернувся до літературних занять. У цей період він купив дім Гартрігге в Джедбурзі. Проте він таки взявся за справу сімей жертв залізничної аварії, запровадивши та скерувавши через Палату громад парламенту Закон про смертельні випадки 1846 року, відомий як Закон лорда Кемпбелла.

### Літературна творчість
Дотримуючись шляху, прокладеного Стріклендом у книзі «Життя королев Англії» та «Життя видатних державних діячів» лорда Брогама, Кемпбелл написав «Життєписи лорд-канцлерів і хранителів Великої печатки Англії» від найдавніших часів до правління Королеви Вікторія, в десяти томах. Після цього він написав «Життя головних суддів Англії» в чотирьох томах (два додаткові томи були «Продовженням сера Джозефа Арноулда — покійного судді Високого суду Бомбея»). Він також написав «Переглянуті правові придбання» Шекспіра.

### Депутат Палати лордів парламенту
Під час написання своїх біографічних творів Кемпбелл залишався активним депутатом у Палаті лордів парламенту і часто виступав проти законів, запропонованих урядом сера Роберта Піла. Коли віги повернулися до влади під керівництвом Рассела в 1846 році, Кемпбелл став міністром кабінету міністрів як канцлер герцогства Ланкастер і взяв на себе деякі обов’язки хворого лорд-канцлера лорда Коттенгема. Після відставки лорда Денмана в 1850 році Кемпбелл був призначений головним суддею Королівської лави. Незважаючи на те, що Джона Кемпбелла добре знався на загальному праві, його критикували за спроби вплинути на присяжних у їхній оцінці достовірності доказів, як це було видно у справі Ачіллі 1852 року. Він допомагав у реформуванні спеціального судового клопотання у Вестмінстері та мав визнане місце разом з Брогемом і Ліндгерстом у правових дискусіях у Палаті лордів.
Джон Кемпбелл був головним ініціатором Закону про непристойні публікації 1857 року, згідно з яким продаж непристойних матеріалів вперше було визнано законом правопорушенням, надаючи судам повноваження вилучати та знищувати образливі матеріали. Витоки самого закону були в судовому процесі за продаж порнографії під головуванням Кемпбелла, одночасно з дебатами в Палаті лордів щодо законопроекту, спрямованого на обмеження продажу отрут. Джона Кемпбелла захопила аналогія між цими двома ситуаціями, відомі його слова щодо лондонської порнографічної торгівлі «продажем отрути, більш смертоносної, ніж синильна кислота, стрихнін або миш’як». Джон Кемпбелл запропонував законопроект про обмеження продажу порнографії; надання законних повноважень на знищення дозволило б значно ефективніше переслідувати винних. Законопроект у той час викликав суперечки, отримавши сильну протидію з боку обох палат парламенту, і був прийнятий на основі запевнення Кемпбелла, як головного лорд-судді, що він «... призначений для застосування виключно до творів, написаних з єдиною метою — зіпсувати мораль молоді та мати суть, розраховану на те, щоб потрясти загальні почуття пристойності в будь-якому добре врегульованому розумінні». Палата громад успішно змінила його, щоб цей закон не застосовувався до Шотландії, на тій підставі, що шотландське загальне право було достатньо суворим.
Закон передбачав конфіскацію та знищення будь-якого матеріалу, який вважається непристойним і зберігається для продажу чи розповсюдження, після того, як інформація буде подана до «суду спрощеної юрисдикції» (магістратського суду). Закон вимагав, щоб після доказів вчинення кримінального правопорушення – наприклад, за повідомленням міліціонера в цивільному, який успішно придбав матеріали – суд міг видати ордер на обшук приміщень і вилучення матеріалів. Тоді власника буде викликано до суду з вимогою пояснити, чому ці  матеріали не слід знищувати. Важливо те, що Закон не дає визначення «непристойного», залишаючи це на волю судів. У 1859 році Кемпбелл був призначений лорд-канцлером Великої Британії, можливо, за певних умов, що стосувались лорда Бетелла. Його коротке перебування на цій посаді було нічим не помітним, і він помер у 1861 році.

### Родина
У 1821 році Джон Кемпбелл одружився з Мері Елізабет, старша дочка Джеймса Скарлетта, І барона Абінгера. У них було троє синів і чотири дочки. У 1836 році леді Кемпбелл була нагороджена (за її власним правом) титулом баронеси Стратеден з Купара, що в графстві Файф на знак визнання того, що її чоловік відмовився від своїх претензій на посаду магістра. Вона померла в березні 1860 року у віці 63 років. Лорд Кемпбелл пережив її трохи більше ніж на рік і помер у червні 1861 року у віці 81 року. Їхні титули та маєтки успадкував їхній старший син Вільям, що став лордом Стратеденом і Кемпбеллом.